# پاپ (فیلم ۱۳۹۲)
پاپ (با نام سابق سیاه و سفید) فیلمی اجتماعی و سه اپیزودی، ساخت ایران به کارگردانی احسان عبدی‌پور محصول سال ۱۳۹۲ است. این فیلم دربارهٔ جوانان، مهاجرت و اوضاع اجتماعی امروزی ایران است. این فیلم نتوانست در جشنواره فجر سال ۱۳۹۲ حضور پیدا کند. پاپ با هزینه شخصی ساخته شده‌است.
پاپ دومین اثر احسان عبدی‌پور می‌باشد. موسیقی فیلم پاپ از نوع جاز است. نام اپیزودهای این فیلم، مکزیک، ایتالیا و انگلیس می‌باشد. احسان عبدی پور در این فیلم به روابط فراوطنی پرداخته‌است. فیلم پاپ در بوشهر تصویربرداری شده‌است.

## خلاصه داستان
یکی از قصه‌های فیلم این است که وقتی پاپ در واتیکان انتخاب می‌شود اگر از نیجریه باشد و سیاه باشد یک اتفاق خاصی در فیلم ما می‌افتاد.
این فیلم روایت گوشه‌ای از زندگی سیاهانی که سالیان پیش اجباراً از وطن خود روی به مهاجرت آوردند، آنان برای فرار از فقر و حقارت، بیماری و مرگ، بیچارگی و درماندگی کوچ کرده‌اند تا برده و سرخورده نباشند و حقوقشان همسو با سفیدان باشد. داستان فیلم حول محور اعضای یک خانواده و مشکلات آنها می‌چرخد.

## اکران
- گروه هنر و تجربه: این فیلم از ۲۸ اسفند ۱۳۹۶ در گروه «هنر و تجربه» اکران شد. علاوه بر تهران، این اکران در سایر شهرستان‌ها از جمله مشهد، اصفهان، شیراز، بابل، کرمان، رشت و تبریز ادامه داشت.[۱]
- اکران مردمی: این فیلم در شهرهایی که اکران سینمایی گروه هنر و تجربه را نداشتند، چندین نمایش مردمی داشت. بندرعباس، کیش، آبادان و اهواز از جمله این شهرها بود.[۲]
- اکران بین‌المللی: این فیلم در جشنواره‌های مختلف از جمله سائوپائولو، لندن، ایرلند و دوبی به نمایش درآمد.[۲]

## بازتاب‌ها
- نقد در رادیو فرهنگ: فروردین ۹۷ این فیلم در برنامه «جادوی صحنه» با حضور کارگردان مورد نقد و بررسی قرار گرفت.[۳]